# Ciandum
Ciandum is een bestuurslaag in het regentschap Tasikmalaya van de provincie West-Java, Indonesië. Ciandum telt 5174 inwoners (volkstelling 2010).